# クラリネットとファゴットのためのソナタ

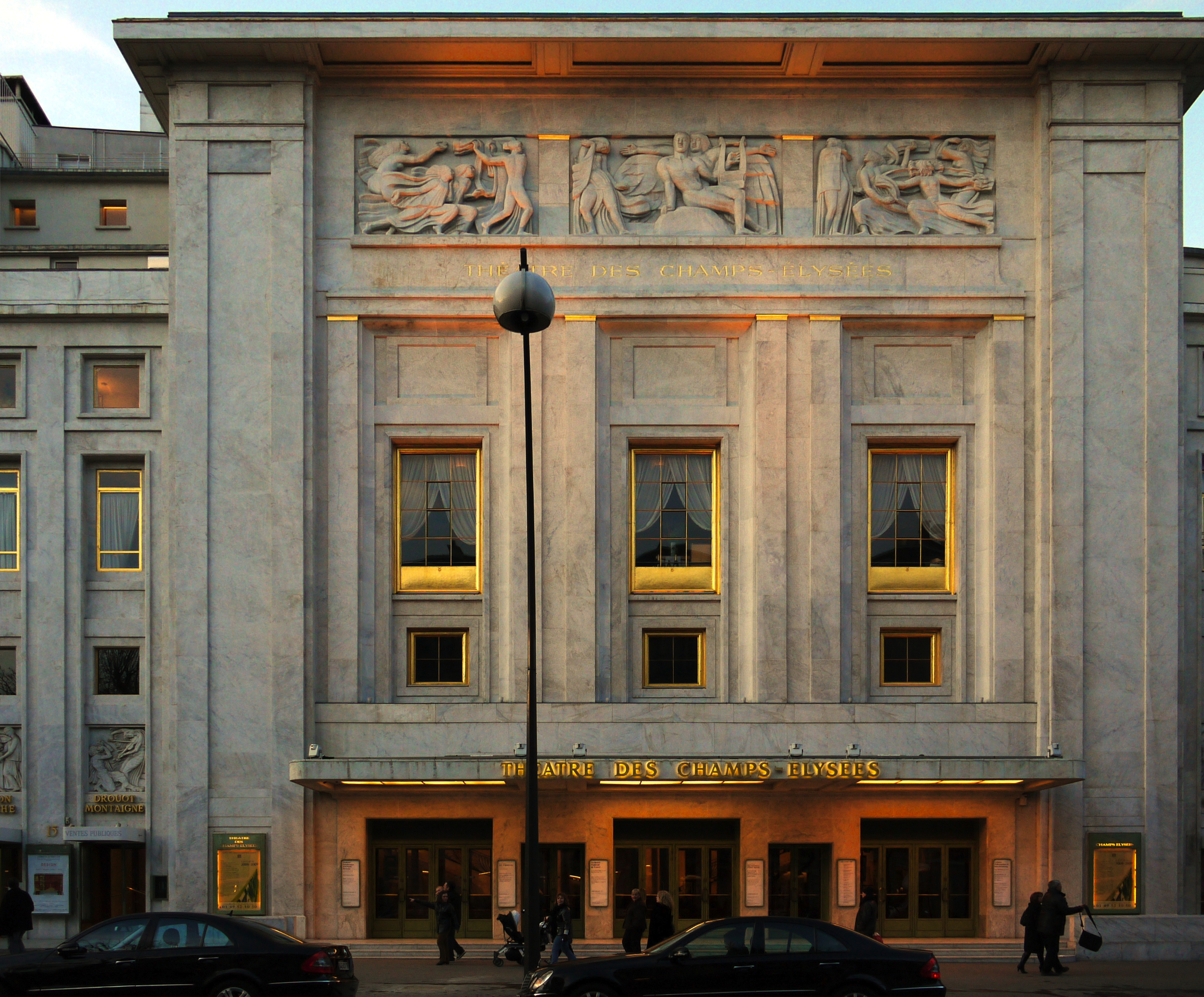
本作が初演されたシャンゼリゼ劇場。

クラリネットとファゴットのためのソナタ（Sonate pour clarinette et basson） FP 32aは、フランシス・プーランクが1922年に作曲した室内楽曲。

## 概要
本作は2つのクラリネットのためのソナタ、4手のためのピアノソナタに続く作曲者3番目の室内楽曲である。作曲は1922年8月から10月にかけて進められ、同時期にはホルン、トランペットとトロンボーンのためのソナタの仕事も進められた。本作は1923年1月4日、パリのシャンゼリゼ劇場でジャン・ヴィエネルが企画したサティとプーランクの楽曲による演奏会において、クラリネット奏者のルイ・カユザックによって初演された。
初演以来評論家からは好評で、プーランクは特に前向きだったシャルル・ケクランの評についてある書簡の中で言及している。彼は自分の師であるケクランが「非常によく書けていると思ったものを」大変好んでいるとし、「それが一番大事なことだ」と述べている。プーランクはケクランに対して本作について「私は（この作品を）喜ばしく思っています。対位法はときに相当に面白いものとなっています」と書き送っていた。またダリウス・ミヨーに宛てて次のように述べている。「貴方が私のクラリネットとファゴットのためのソナタを大変気に入るものと思っています。というのもこの作品は2つのクラリネットのためのソナタと趣向を同じくするものながら、多くのことが書き込まれているからです。」伝記作家のアンリ・エルは同年に書かれた2作品が「気難しくてか弱く、木管楽器用として巧みに書かれており、『3つの無窮動』と同時期に書かれた2つのクラリネットのためのソナタが持つあらゆる美点を兼ね備えている」ことを見出している。
曲は「オドレ・パール氏へ」献呈された。作曲者は1945年に本作へ改訂を施している。

## 楽曲構成
チェロソナタを除く作曲者の室内楽曲がそうであるように、本作も3つの短い楽章から構成される。演奏時間は約7分半。
- 第1楽章 Allegro
- 第2楽章 Romance
- 第3楽章 Final

最後は4年前に書かれた2つのクラリネットのためのソナタ同様の明晰さ、精密さで幕を閉じる。